# Petar Pešić
Petar Pešić (srbsko Петар Пешић), srbski general, * 21. oktober 1871, † 6. september 1944.

## Življenjepis
Sodeloval je v obeh balkanskih vojnah in prvi svetovni vojni. Po vojni je bil načelnik Glavnega generalštaba (1921-24), minister za vojsko in mornarico,...